# Джонс, Джордж Уошингтон
Джордж Уо́шингтон Джонс (англ. George Washington Jones; 5 сентября 1828, округ Марион, Алабама — 11 июля 1903, Бастроп, Техас) — американский политик, 10-й вице-губернатор Техаса.

## Биография
Джордж Уошингтон Джонс родился в округе Марион, штат Алабама, в семье Уильяма Дэндрижда Клэйборна и Рэйчел Барлесон Джонсов.
В 1858—1860 годах Джонс был прокурором округа Бастроп.
Во время гражданской войны Джонс, будучи приверженцем Союза, был полковником армии КША.
В 1866 году Джонс был делегатом конституционного конвента Техаса. В том же году он был избран вице-губернатором штата при губернаторе Джеймсе Трокмортоне. В 1867 году они оба были отстранены от должностей генералом Филипом Шериданом за препятствие реконструкции.
В 1879 году Джонс был избран в Палату представителей США, где служил до 1882 года.

### Личная жизнь и смерть
1 августа 1855 года Джонс женился на Лауре Энн Маллинс в Бастропе. Джонс умер 11 июля 1903 года. Лора Джонс умерла 31 августа того же года. Они оба похоронены на кладбище Фэйрвью в Бастропе.